# جورج ساوثول
جورج ساوثول (بالإنجليزية: George Southall)‏ مواليد 17 يوليو 1907 في إنجلترا - الوفاة 2 مايو 1993 في إنجلترا، كان دراج إنجليزي في صنف سباق الدراجات على المضمار. سبق أن شارك في دورة الألعاب الأولمبية الصيفية وفاز بميدالية أولمبية.

## الميداليات
| الميدالية | المسابقة                       |
| --------- | ------------------------------ |
| برونزية   | الألعاب الأولمبية الصيفية 1928 |

## روابط خارجية
- جورج ساوثول على موقع أرشيف الدراجات (الإنجليزية)
- جورج ساوثول على موقع أوليمبيديا (الإنجليزية)